# Stuckenia filiformis
Stuckenia filiformis là một loài thực vật có hoa trong họ Potamogetonaceae. Loài này được (Pers.) Börner miêu tả khoa học đầu tiên năm 1912.